# Luc Longley

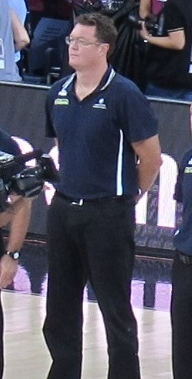
Luc Longley, 2014.

Lucien James "Luc" Longley, född 19 januari 1969 i Melbourne, är en australisk före detta professionell basketspelare (C) som tillbringade tio säsonger (1991–2001) i den nordamerikanska basketligan National Basketball Association (NBA), där han spelade för Minnesota Timberwolves, Chicago Bulls, Phoenix Suns och New York Knicks. Under sin karriär gjorde han 4 090 poäng (7,2 poäng per match), 836 assists och 2 794 rebounds, räddningar från att bollen ska hamna i nätkorgen, på 567 grundspelsmatcher. Han ingick några år i Chicago Bulls dynastilag som dominerade NBA mellan 1990 och 1998, där han var med om att vinna tre av deras sex NBA-mästerskap som de bärgade under den tidsperioden.
Longley draftades i första rundan i 1991 års draft av Minnesota Timberwolves som sjunde spelare totalt.